# Pseuderanthemum orientalis
Pseuderanthemum orientalis är en akantusväxtart som beskrevs av Wassh.. Pseuderanthemum orientalis ingår i släktet Pseuderanthemum och familjen akantusväxter. Inga underarter finns listade i Catalogue of Life.